# Maurilio Prini
Maurili Prini (17 d'agost de 1932 - 29 d'abril de 2009) va ser un futbolista italià que jugava com a davanter. Va representar la selecció italiana de futbol tres vegades, la primera va ser el 24 de juny de 1956, en un partit amistós contra l'Argentina en una derrota per 1-0 fora de casa.

## Palmarès

### Jugador
Fiorentina
- Sèrie A: 1955–56

Lazio
- Copa d'Itàlia: 1958

Prato
- Sèrie C : 1962–63

Individual
- Saló de la Fama de l'ACF Fiorentina : 2024[2]